# Générale du solaire
 (mai 2025).
La mise en forme du texte ne suit pas les recommandations de Wikipédia : il faut le « wikifier ».
Les points d'amélioration suivants sont les cas les plus fréquents. Le détail des points à revoir est peut-être précisé sur la page de discussion.
- Les titres sont pré-formatés par le logiciel. Ils ne sont ni en capitales, ni en gras.
- Le texte ne doit pas être écrit en capitales (les noms de famille non plus), ni en gras, ni en italique, ni en « petit »…
- Le gras n'est utilisé que pour surligner le titre de l'article dans l'introduction, une seule fois.
- L'italique est rarement utilisé : mots en langue étrangère, titres d'œuvres, noms de bateaux, etc.
- Les citations ne sont pas en italique mais en corps de texte normal. Elles sont entourées par des guillemets français : « et ».
- Les listes à puces sont à éviter, des paragraphes rédigés étant largement préférés. Les tableaux sont à réserver à la présentation de données structurées (résultats, etc.).
- Les appels de note de bas de page (petits chiffres en exposant, introduits par l'outil «  Source ») sont à placer entre la fin de phrase et le point final[comme ça].
- Les liens internes (vers d'autres articles de Wikipédia) sont à choisir avec parcimonie. Créez des liens vers des articles approfondissant le sujet. Les termes génériques sans rapport avec le sujet sont à éviter, ainsi que les répétitions de liens vers un même terme.
- Les liens externes sont à placer uniquement dans une section « Liens externes », à la fin de l'article. Ces liens sont à choisir avec parcimonie suivant les règles définies. Si un lien sert de source à l'article, son insertion dans le texte est à faire par les notes de bas de page.
- La présentation des références doit suivre les conventions bibliographiques. Il est recommandé d'utiliser les modèles {{Ouvrage}}, {{Chapitre}}, {{Article}}, {{Lien web}} et/ou {{Bibliographie}}. Le mode d'édition visuel peut mettre en forme automatiquement les références.
- Insérer une infobox (cadre d'informations à droite) n'est pas obligatoire pour parachever la mise en page.

Pour une aide détaillée, merci de consulter Aide:Wikification.
Si vous pensez que ces points ont été résolus, vous pouvez retirer ce bandeau et améliorer la mise en forme d'un autre article.
Générale du solaire est une entreprise française dirigée par Daniel Bour, qui développe, construit, finance et exploite des centrales solaires photovoltaïques en France et à l'étrange. Générale du solaire est un des principaux producteurs indépendants français d'électricité renouvelable.

## Histoire
L'entreprise est fondée en 2008 à l'intérieur du groupe Enerco/Sunnco, sous le nom de Sunnco GC. En 2012, Daniel Bour quitte le groupe en reprenant l'activité destinée aux professionnels et en nommant l'entité Générale du solaire.
Elle agrandit aussi son portefeuille de projets de centrale par croissance externe. En 2017, elle atteint le record de 2,5 millions d'euros dans une opération de financement participatif en France.
Depuis avril 2020, Générale du solaire est accompagnée par Bpifrance et IRDI SORIDEC qui ont pris une participation minoritaire au capital du groupe. En juin 2023, afin de renforcer sa capacité d’investissement et d’accélérer son développement, le groupe a conclu avec la banque des territoires un partenariat de long terme relatif aux centrales exploitées.

## Activités
L'entreprise construit et exploite des centrales solaires photovoltaïques. En 2017, Générale du solaire est présente dans une dizaine de pays où le groupe exploite au total plus de 300 MWc, principalement en France et en Italie. Le groupe Générale du solaire est également très implanté en Afrique où il développe des grandes installations solaires ainsi que des projets d'électrification rurales (mini réseaux) comme au Bénin où des premiers sites ont vu le jour courant 2022.
La Générale du solaire exploite la centrale solaire photovoltaïque de Leforest.